# إفلاس بنك ليمان براذرز

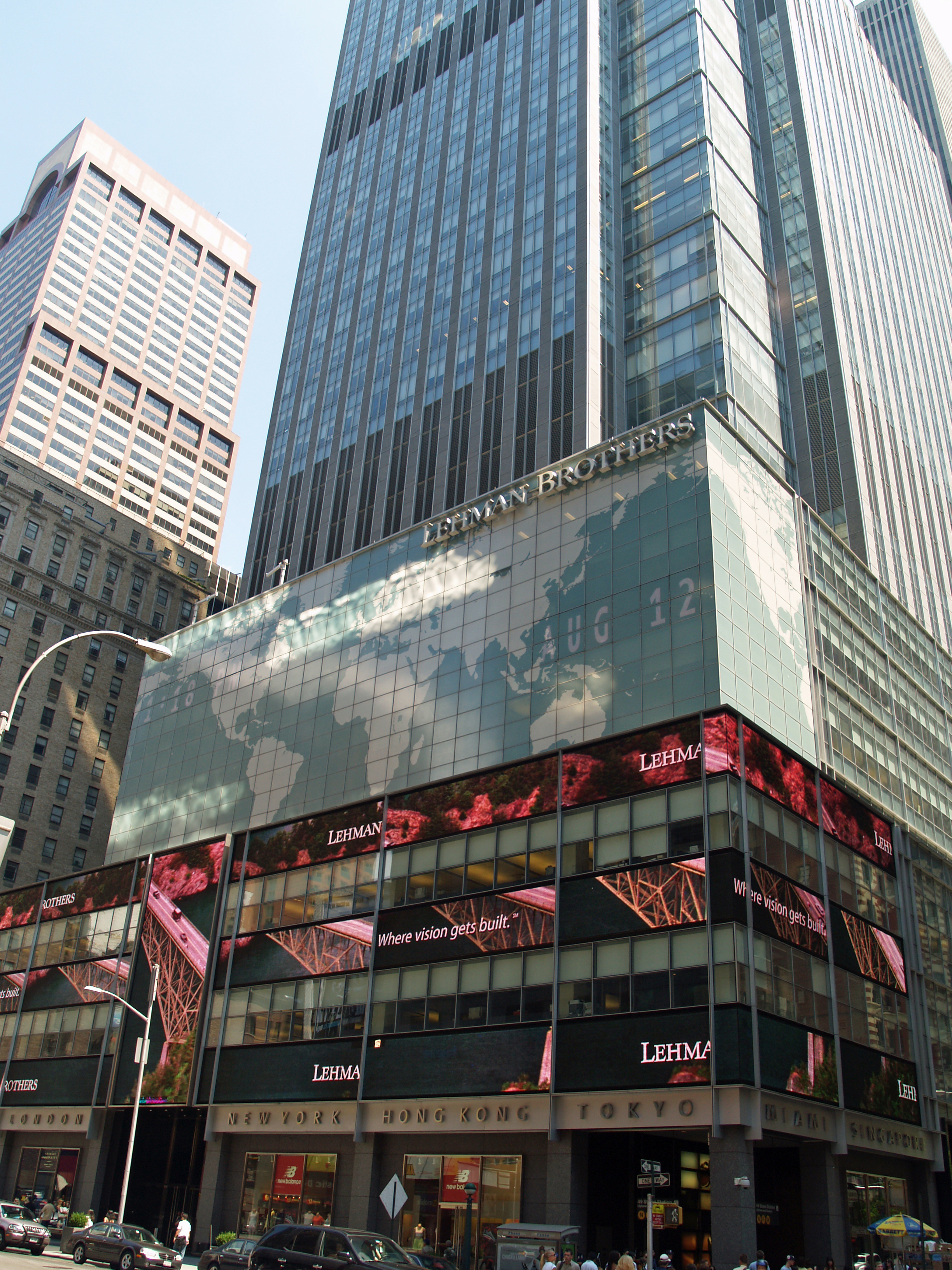
مقر ليمان براذرز في مدينة نيويورك ، قبل عام واحد من الإفلاس

كان إفلاس بنك ليمان براذرز في 15 سبتمبر 2008 في ذروة أزمة الرهن العقاري. بعد إخطار شركة الخدمات المالية بتخفيض التصنيف الائتماني بسبب مركزه الثقيل في الرهون العقارية عالية المخاطر، استدعت حكومة الولايات المتحدة عدة بنوك للتفاوض بشأن التمويل لإعادة تنظيم الديون. وفشلت هذه المناقشات، وقدم بنك ليمان التماسًا بموجب قانون الإفلاس، ويظل هذا أكبر إفلاس في تاريخ الولايات المتحدة، بقيمة أكثر من 600 مليار دولار.
أدى الإفلاس إلى انخفاض بنسبة 4.5٪ ليوم واحد في مؤشر داو جونز الصناعي، وهو أكبر انخفاض منذ هجمات 11 سبتمبر 2001 . وأشار إلى وجود قيود على قدرة الحكومة على إدارة الأزمة وأثار حالة من الذعر المالي العام. شهدت صناديق الاستثمار في سوق المال، وهي مصدر رئيسي للائتمان، طلبات سحب جماعية لتجنب الخسائر، وتشديد سوق الإقراض بين البنوك، مما هدد البنوك بفشل وشيك. واستجابت الحكومة ونظام الاحتياطي الفيدرالي بعدة إجراءات طارئة لاحتواء الذعر.

## الأشهر الأخيرة لبنك ليمان
في عام 2008، واجه ليمان خسارة غير مسبوقة بسبب استمرار أزمة الرهن العقاري. نتجت عنها خسارة ليمان عن احتفاظه بمراكز كبيرة في الرهون العقارية عالية المخاطر وغيرها من شرائح الرهن العقاري ذات التصنيف المنخفض عند توريق الرهون العقارية الأساسية. من غير الواضح ما إذا كان ليمان قد فعل ذلك لأنه ببساطة لم يكن قادرًا على بيع السندات ذات التصنيف المنخفض، أو أنه اتخذ قرارًا واعًا بالاحتفاظ بها. على أي حال، تراكمت خسائر فادحة في الأوراق المالية المدعومة بالرهن العقاري ذات التصنيف المنخفض طوال عام 2008. في الربع المالي الثاني، أعلن بنك ليمان عن خسائر بقيمة 2.8 مليار دولار وقرر جمع 6 مليارات دولار في رأس المال الإضافي من خلال طرح أسهم جديدة. في النصف الأول من عام 2008 وحده، خسر سهم «ليمان» 73٪ من قيمته مع استمرار تشديد سوق الائتمان. في أغسطس 2008، أفاد بنك ليمان أنه يعتزم تسريح عن 6 ٪ من قوته العاملة، 1500 شخص، قبل الموعد النهائي لتقديم التقارير في الربع الثالث في سبتمبر.
في 22 أغسطس 2008، أغلقت الأسهم في ليمان على ارتفاع بنسبة 5٪ (16٪ للأسبوع) على خلفية تقارير تفيد بأن بنك التنمية الكوري الذي تسيطر عليه الدولة كان يفكر في شراء Lehman. سرعان ما تآكلت معظم هذه المكاسب مع ظهور أنباء تفيد بأن بنك التنمية الكوري «يواجه صعوبات في إرضاء المنظمين وجذب الشركاء للصفقة». وبلغت ذروتها في 9 سبتمبر 2008، عندما تراجعت أسهم بنك ليمان بنسبة 45٪ إلى 7.79 دولار، بعد ورود أنباء عن تعليق الشركة الكورية الجنوبية التي تديرها الدولة المحادثات.
استمرت ثقة المستثمرين في التآكل حيث فقد سهم ليمان ما يقرب من نصف قيمته ودفع مؤشر S&P 500 للهبوط بنسبة 3.4 ٪ في 9 سبتمبر 2008. فقد مؤشر داو جونز ما يقرب من 300 نقطة في نفس اليوم، بسبب مخاوف المستثمرين بشأن أمن البنك. لم تعلن الحكومة الأمريكية عن أي خطط للمساعدة في أي أزمة مالية محتملة ظهرت في بنك ليمان.
في 10 سبتمبر 2008، أعلن ليمان عن خسارة قدرها 3.9 مليار دولار وعزمه على بيع حصة أغلبية في أعمال إدارة الاستثمار، والتي تضمنت مجموعة Neuberger Berman . وانخفض السهم بنسبة 7٪ في ذلك اليوم.
في 12 سبتمبر 2008، دعا تيموثي إف جيثنر، رئيس بنك الاحتياطي الفيدرالي في نيويورك آنذاك، إلى اجتماع حول مستقبل بنك ليمان، والذي تضمن إمكانية التصفية الطارئة لأصوله. وحضر الاجتماع مصرفيون يمثلون جميع شركات وول ستريت الكبرى. كان هدف الاجتماع هو إيجاد حل خاص في إنقاذ بنك ليمان وإخماد شعلة الأزمة المالية العالمية. أفاد ليمان أنه أجرى محادثات مع Bank of America وBarclays بشأن بيع الشركة المحتمل. ذكرت صحيفة نيويورك تايمز في 14 سبتمبر 2008، أن باركليز أنهى محاولته لشراء كل أو جزء من بنك ليمان، وانهارت صفقة لإنقاذ البنك من التصفية. اتضح لاحقًا أنه تم رفض الصفقة من قبل بنك إنجلترا وهيئة الخدمات المالية في المملكة المتحدة. واصل قادة البنوك الكبرى في وول ستريت الاجتماع في وقت متأخر من ذلك اليوم للحيلولة دون فشل البنك السريع. يبدو أن تورط بنك أوف أمريكا الذي ترددت شائعات عنه قد انتهى حيث قاوم المنظمون الفيدراليون مطالبته بتدخل الحكومة في بيع بنك ليمان. بحلول يوم الأحد، 14 سبتمبر 2008، بعد فشل صفقة باركليز، انتشرت أخبار الهلاك الوشيك في بنك ليمان، ووصل العديد من الموظفين إلى المقر الرئيسي لتنظيف مكاتبهم. بحلول بعد ظهر يوم الأحد، استدعت الحكومة هارفي ميلر من Weil و Gotshal & Manges لتقديم طلب الإفلاس قبل فتح الأسواق يوم الاثنين.

## أثر الإفلاس
أغلق مؤشر داو جونز بانخفاض يزيد قليلاً عن 500 نقطة (−4.4٪) في 15 سبتمبر 2008، في ذلك الوقت كان أكبر انخفاض بالنقاط في يوم واحد منذ الأيام التي أعقبت هجمات 11 سبتمبر 2001.

كان من المتوقع أن يتسبب إفلاس ليمان ببعض الانخفاض في أسعار العقارات التجارية. أثار احتمال تصفية سندات الرهن العقاري الخاصة بـ ليمان بقيمة 4.3 مليار دولار عمليات بيع في سوق الأوراق المالية المدعومة بالرهن العقاري (CMBS). كان هناك مخاوف من ضغوط إضافية لبيع الأوراق المالية في العقارات التجارية مع اقتراب بنك ليمان من تصفية أصوله. كان من المتوقع أيضًا أن يشعر المستثمرون في بناء الشقق بالضغط للبيع حيث أفرغ بنك ليمان ديونه وأجزاء الأسهم من شراء أركستون بقيمة 22 مليار دولار، وهو ثالث أكبر صندوق استثمار عقاري في الولايات المتحدة. كان العمل الأساسي لشركة Archstone هو ملكية وإدارة المباني السكنية في المناطق الحضرية الكبرى في الولايات المتحدة. قال جيفري سبيكتور، محلل العقارات في UBS ، إنه في الأسواق التي تحتوي على مبانٍ سكنية تتنافس مع Archstone ، "ليس هناك شك في أنك إذا كنت بحاجة إلى بيع الأصول، فسوف تحاول المضي قدمًا" في بيع ليمان، مضيفًا اليوم الذي يمر سيكون هناك المزيد من الضغط على الأسعار ".